# Metten
Metten ist ein Markt etwa fünf Kilometer westlich von Deggendorf im niederbayerischen Landkreis Deggendorf und liegt an der Donau.

## Geografie

### Geografische Lage
Metten liegt in der Planungsregion Donau-Wald am linken Donauufer, wo die Ausläufer des Bayerischen Waldes in die Donauebene übergehen.

### Nachbargemeinden
Nachbargemeinden sind Offenberg, Bernried, Grafling, Deggendorf und jenseits der Donau Stephansposching.

### Gemeindegliederung
Es gibt 21 Gemeindeteile (in Klammern ist der Siedlungstyp angegeben):
- Berg (Kirchdorf)
- Frauenmühle (Einöde)
- Hochweid (Weiler)
- Hochwiese (Weiler)
- Hohenstein (Einöde)
- Kälberweid
- Kleinberg (Weiler)
- Lehmberg (Weiler)
- Metten (Hauptort)
- Mettenbuch (Weiler)
- Oberdachsbühl (Einöde)
- Obermettenwald (Weiler)
- Paulusberg (Weiler)
- Randholz (Weiler)
- Riedfeld (Dorf)
- Sandgrube (Weiler)
- Schleifmühle (Einöde)
- Untermettenwald (Dorf)
- Uttobrunn (Weiler)
- Wimpassing (Einöde)
- Zeitldorf (Weiler)

### Klima
Durch die Lage in Mitteleuropa befindet sich der Markt Metten in der kühlgemäßigten Klimazone mit Winterhärte 6–7. Dabei liegt der Markt im Übergangsbereich zwischen dem feuchten atlantischen und dem trockenen Kontinentalklima.
|                       | Jan  | Feb  | Mär  | Apr  | Mai  | Jun  | Jul  | Aug  | Sep  | Okt  | Nov  | Dez  |   |       |
| Mittl. Tagesmax. (°C) | 1    | 4    | 9    | 14   | 20   | 22   | 24   | 24   | 19   | 13   | 6    | 2    | ⌀ | 13,2  |
| Mittl. Tagesmin. (°C) | −4   | −3   | 0    | 4    | 8    | 11   | 13   | 13   | 9    | 5    | 1    | −2   | ⌀ | 4,6   |
|                       |      |      |      |      |      |      |      |      |      |      |      |      |   |       |
| Niederschlag (mm)     | 44,8 | 45,8 | 54,4 | 38,2 | 71,8 | 72,8 | 81,8 | 63,6 | 65,1 | 54,0 | 55,3 | 48,0 | Σ | 695,6 |

| −4 |

| −3 |

| 0 |

| 4 |

| 8 |

| 11 |

| 13 |

| 13 |

| 9 |

| 5 |

| 1 |

| −2 |

| −4 |

| −3 |

| 0 |

| 4 |

| 8 |

| 11 |

| 13 |

| 13 |

| 9 |

| 5 |

| 1 |

| −2 |

| N i e d e r s c h l a g | 44,8 | 45,8 | 54,4 | 38,2 | 71,8 | 72,8 | 81,8 | 63,6 | 65,1 | 54,0 | 55,3 | 48,0 |
|                         | Jan  | Feb  | Mär  | Apr  | Mai  | Jun  | Jul  | Aug  | Sep  | Okt  | Nov  | Dez  |

## Geschichte

### Bis zur Gemeindegründung

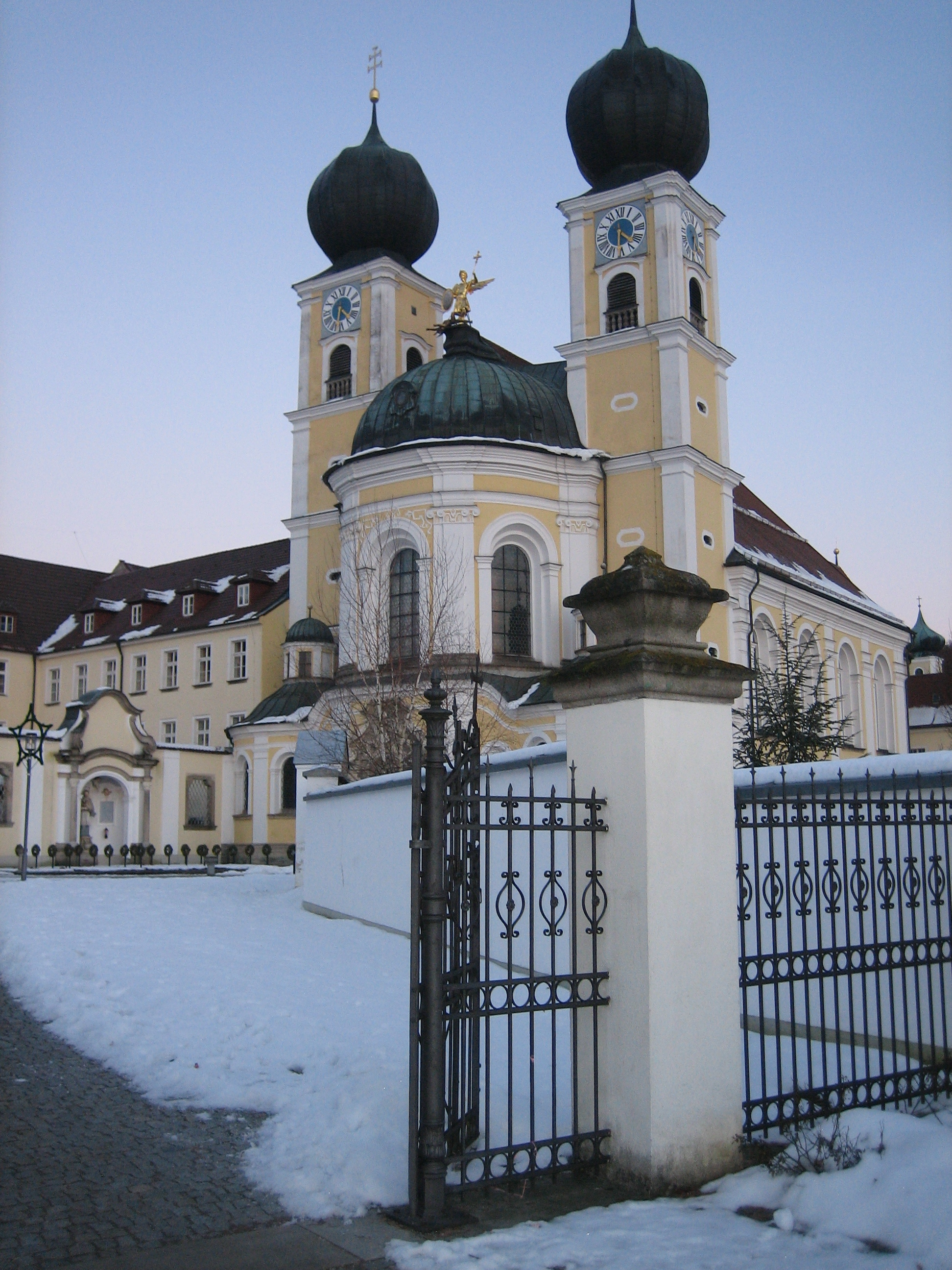
Metten, Klosterkirche

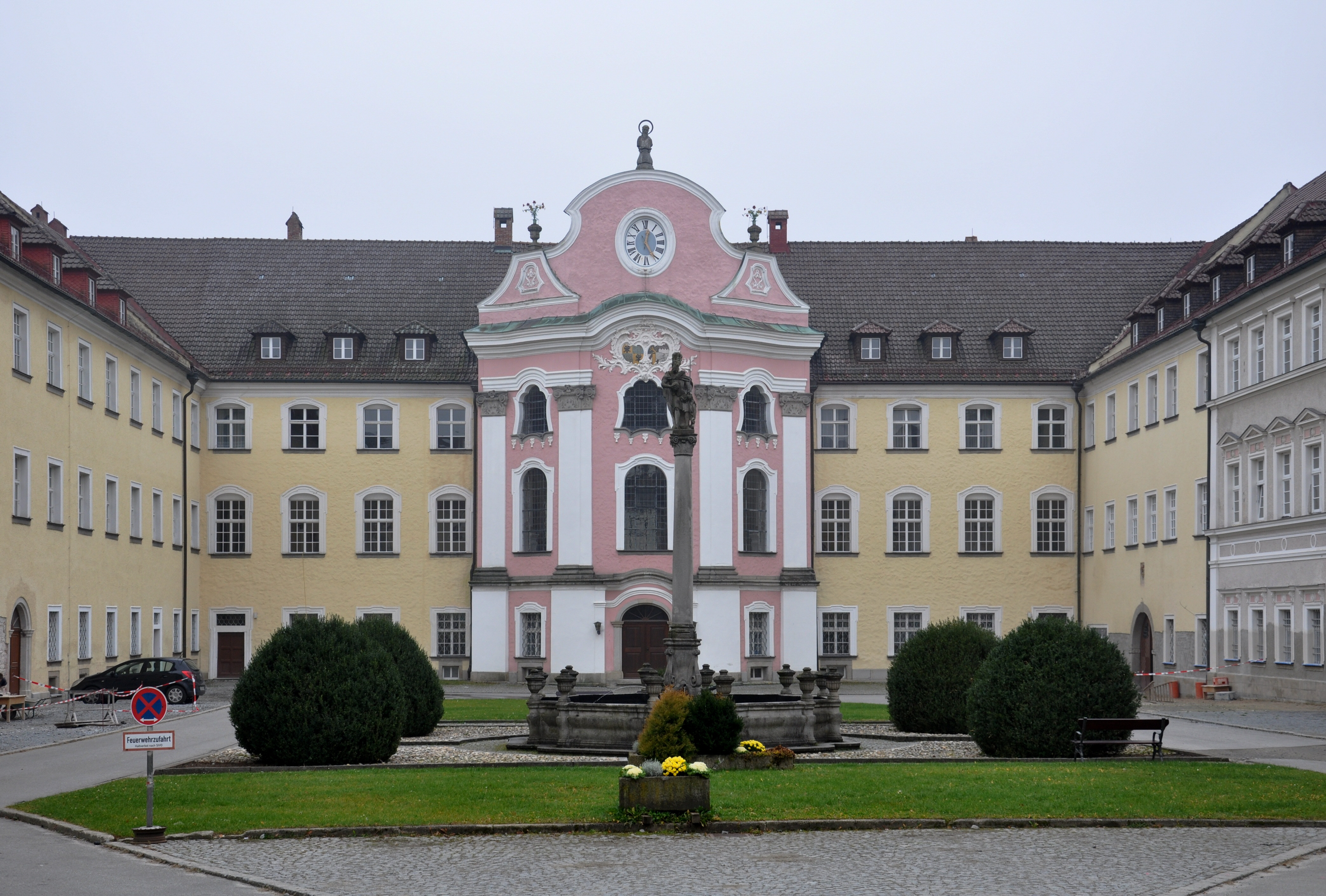
Abtei Metten

Die Benediktinerabtei St. Michael in Metten wurde schon um 766 gegründet und war seit dem Jahr 788 königliches Kloster. Der zum Kloster gehörige Ort erhielt im Jahr 1051 von Kaiser Heinrich III. das Recht, an den (damals) drei Pfingsttagen und dem Fest des Hl. Michael einen Jahrmarkt mit Zoll, Bann und Zwing abzuhalten. Metten wurde zwar nach 1246 wieder Teil des Herzogtums Bayern, bildete aber bis zur Säkularisation in Bayern 1803 eine geschlossene Hofmark unter der Ortsherrschaft des Klosters. Auf Grund des Gemeindeedikts von 1818 wurde Metten im Jahr 1818 eine selbstständige Gemeinde.

### 19. und 20. Jahrhundert
An der Spitze der Gemeinde stand ein Gemeindevorsteher, der dem Gemeindeausschuss vorstand. Der Gemeindevorsteher und die Gemeindebevollmächtigten wurden alle drei Jahre in indirekter Wahl (Wahlmännersystem) bestimmt. 1830 wurde das Kloster wiedererrichtet.
Eine angebliche Wunderheilung im Frühjahr 1877 im Weiler Mettenbuch ließ den auf Grund der Schilderungen von „wundergesichtigen Kindern“ entstandenen Wallfahrerstrom anschwellen: übers Jahr kamen mehr als 100.000 Wallfahrer. Ohne kirchliche Anerkennung lebt die Mettenbucher Wallfahrt zur Waldkapelle der „Trösterin der Betrübten“ bis heute im kleinen weiter.
Der Ort Metten erlebte nach dem Zweiten Weltkrieg durch Heimatvertriebene einen starken Bevölkerungszuwachs und wurde 1966 zum Markt erhoben.

### Einwohnerentwicklung
Im Zeitraum 1988 bis 2018 wuchs der Markt von 3711 auf 4180 um 469 Einwohner bzw. um 12,6 %.
| Jahr      | 1970 | 1987 | 1991 | 1995 | 2000 | 2005 | 2010 | 2015 | 2018 | 2019  |
| Einwohner | 3154 | 3680 | 3881 | 3915 | 4104 | 4359 | 4377 | 4219 | 4187 | 4.469 |

## Politik

### Marktgemeinderat
Die Kommunalwahlen am 15. März 2020 (und im Vergleich dazu die Wahlergebnisse 2014) erbrachten folgende Sitzverteilung:
- FW: 7
- CSU: 5
- SPD: 2
- Grüne: 2

|      |               | FW     | CSU    | SPD    | Grüne  | Gesamt |
| 2020 | Sitze         | 7      | 5      | 2      | 2      | 16     |
| 2020 | Stimmenanteil | 42,0 % | 32,7 % | 13,1 % | 12,2 % | 100 %  |
| 2014 | Sitze         | 5      | 8      | 4      | –      | 17     |
| 2014 | Stimmenanteil | 22,6 % | 53,0 % | 24,4 % | —      | 100 %  |

### Bürgermeister
Erster Bürgermeister ist seit Mai 2020 Andreas Moser (Freie Wähler, Bruder des Deggendorfer Oberbürgermeister Christian Moser). Dieser wurde bei den Kommunalwahlen am 15. März 2020 im ersten Wahlgang mit 52,14 Prozent (1216 von 2332 Stimmen) gewählt.
Bis 2020 amtierte Erhard Radlmaier (CSU). Dieser wurde im Jahr 2002 Nachfolger von Ludwig Schmid (SPD) und bei den Kommunalwahlen im März 2008 sowie 2014 mit 78,51 % der abgegebenen Stimmen im Amt bestätigt.

### Wappen
| Wappen des Marktes Metten | Blasonierung: „Gespalten von Gold und Blau; vorne zwei schräg gekreuzte schwarze Stockhämmer, hinten eine silberne heraldische Lilie.“ |
| Wappen des Marktes Metten | Das Wappen wird seit 1962 geführt. |

### Gemeindepartnerschaften
- Österreich: Seit 1999 ist die Marktgemeinde Rossatz-Arnsdorf Partnergemeinde von Metten.

## Baudenkmäler
- Kloster Metten – die Benediktinerabtei St. Michael

## Wirtschaft und Infrastruktur

### Arbeitsplätze und Landwirtschaft
2017 gab es in der Gemeinde 881 sozialversicherungspflichtige Arbeitsplätze. Von der Wohnbevölkerung standen 1622 Personen in einem versicherungspflichtigen Beschäftigungsverhältnis. Damit war die Zahl der Auspendler um 741 Personen größer als die der Einpendler. 61 Einwohner waren arbeitslos. 2016 gab es 19 landwirtschaftliche Betriebe.

### Gemeindesteuern
2017 betrugen die Gemeindesteuereinnahmen 4,360 Mio. €, davon betrugen die Gewerbesteuereinnahmen (netto) 1,487 Mio. €.

### Bildung
Im Jahr 2018 existierten folgende Einrichtungen:
- 2 Kindertageseinrichtungen mit 132 genehmigten Plätzen und 125 Kindern
- 1 Grundschule sowie eine Mittelschule mit zusammen 16 Klassen, 24 Lehrern und 296 Schülern
- 1 Gymnasium: St.-Michaels-Gymnasium der Benediktiner mit 14 Klassen, 34 Lehrern und 435 Schülern sowie angeschlossenem Internat

### Verkehr
Metten liegt an der Ausfahrt 109 der Bundesautobahn 3.
Bis 1991 gab es die Bahnstrecke Deggendorf–Metten. Inzwischen verläuft auf der ehemaligen Strecke innerhalb Mettens ein Radweg von Ortseingang ins Zentrum über den ehemaligen Bahnhof weiter in Richtung Kraner.
Am Ortseingang schließt dieser Radweg an eine Fahrradstraße in Richtung Deggendorf an.
Dies ist die erste reine Fahrradstraße Niederbayerns und die erste interkommunale Fahrradstraße Bayerns, wodurch auch das Pendeln per Fahrrad von und  nach Deggendorf auf dieser Kurzstrecke bedeutend sicherer wurde. Auch schon davor war die Straße nur für Anwohner erlaubt zu befahren, jedoch hielten sich viele Autofahrer vor allem zu Stoßzeiten nicht daran. Mit Änderung zur Fahrradstraße wurde auch gleichzeitig auf halber Strecke Sperrposten errichtet, sodass eine Durchfahrt für Autos unmöglich wurde. Die offizielle Eröffnung fand am 19. Juni 2019 statt.

## Söhne und Töchter des Marktes
- Modest Schmetterer (1738–1784), Benediktinerpater und Rechtswissenschaftler
- Benedikt Hacker (1769–1829), Komponist und Musikverleger
- Rainer Keßler (1919–2002), Verwaltungsjurist
- Sepp Maier (* 1944), Fußballtorwart, Fußball-Weltmeister 1974
- Thomas E. Bauer (* 1970), Sänger
- Johannes Hartl (* 1979), römisch-katholischer Theologe, Referent, Buchautor und Liedermacher

## Weitere mit der Marktgemeinde verbundene Persönlichkeiten
- Pawlo Skoropadskyj (* 15. Mai 1873 in Wiesbaden; † 26. April 1945 in Metten), zaristischer General, Großgrundbesitzer und ukrainischer Politiker. Während des Ersten Weltkrieges war er als von den Deutschen gestützter Hetman des Ukrainischen Staates Staatsoberhaupt seines Landes.
- Alexandra Mazzucco Handball-Nationalspielerin.

## Sport
- Handball: Die SSG Metten e. V. [12] nimmt aktuell mit zwei Herrenmannschaften, zwei Frauenteams  und zehn Nachwuchsmannschaften am Spielbetrieb[13] des Bayerischen Handballverbandes (BHV) teil. Die 1. Herrenmannschaft und das 1. Damenteam spielen 2022/23 in der Bezirksoberliga Altbayern. Die SSG trägt ihre Heimspiele in der St. Benedikt Halle (Metten) aus. Größter Erfolg der Mettener war bisher neben der „Südostbayerischen Landesligameisterschaft“ 2009 der Aufstieg in die viertklassige Handball-Bayernliga.

## Sonstiges
Metten war früher der bayerische Ausgangspunkt des europäischen Pilgerwegs Via Nova, der nach Sankt Wolfgang im Salzkammergut (Österreich) führt, und in das europäische Netz der Weitwanderwege eingebunden ist (derzeitiger Ausgangspunkt: Kloster Weltenburg).